# Felix Libertate
Felix Libertate "(Latijn voor "Gelukkig dankzij de vrijheid"), was een patriottische sociëteit of club die in 1795 in Amsterdam was opgericht en waarvan het doel de gelijkberechtiging, de emancipatie, van de Joden was. Deze Joodse patriotten waren aanhangers van de Haskalah en van de Franse Revolutie, die na eeuwen door kerk en staat gezaaide haat en onderdrukking de emancipatie van de Joden had gebracht. Ondanks de beginselen van de Bataafse Revolutie werden de Joden in andere sociëteiten geweerd, zodat een eigen sociëteit werd opgericht. De sociëteit bestond uit ongeveer honderd leden die in de Franse Revolutie hun grote voorbeeld zagen en vonden dat de "gelijkberechtiging" in de republiek niet snel genoeg tot ontwikkeling kwam.
De leden vertegenwoordigden een grote minderheid van hun volk. De meeste Joden waren niet in politiek geïnteresseerd of wachten op een Messias en een eigen staat. 
Op 2 september 1796 nam de Nationale Vergadering van de Bataafse Republiek een apart besluit over de positie van de Joden. Men besloot zonder tegenstem dat "geen Jood zal worden uitgeslooten van eenige rechten of voordeelen, die aan het Bataafsch Burgerregt verknocht zyn, en die hy begeeren mogt te genieten, mits hy bezitte alle die vereischten, en voldoe aan alle die voorwaarden, welken by algemeene Constitutie van iederen activen burger in Nederland, gevorderd worden".

De gelijkstelling voor de wet, de juridische emancipatie van de joden, was daarmee formeel vastgelegd.
Het initiatief tot het decreet was afkomstig van de leden van Felix Libertate, waarvan vooral de geassimileerde elite van de Amsterdamse Asjkenazim of Hoogduitse Joden en voorts enkele Sefardim of Iberische Joden en ook enige Gojim, niet-joden, lid waren. Vrouwen konden geen lid worden. 

## Leden

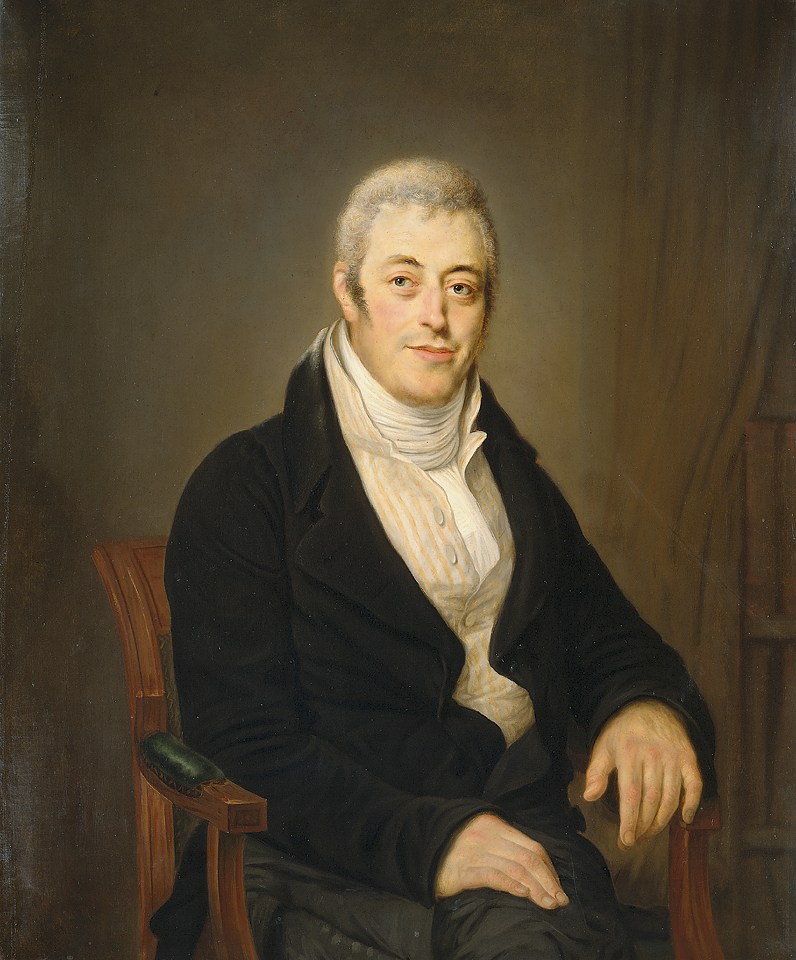
Jonas Daniël Meijer in 1830

De ledenlijst van de sociëteit kon door onderzoek van Bloemgarten en Charpentier, en doordat de namen van de ondertekenaars van de petitie van 1795 bekend zijn, als volgt gereconstrueerd worden:
- Natan Aberle van Amersfoort
- Harmanus Adami
- Abraham Albuquerque (tekende de petitie van 1795)
- Isaäc Aletrino
- Ephraim Alexander
- Mozes Salomon Alexander (tekende de petitie van 1795)
- Dr. G. d’Ancona
- Carolus Asser
- Mozes Salomon Asser (tekende de petitie van 1795)
- Een zekere Beeldsnijder
- Selig van Saul Boas
- Chaim Braatbard
- Harmanus Leonard (Hartog), maar ook wel Herman, Bromet
- Sampie Bromet
- Liepman Bronveld (tekende de petitie van 1795)
- Salomon Cats
- Juda David Coerlander
- Ziby Cohen
- Isaac da Costa Athias
- Jozef da Costa Athias
- Joseph da Costa Asser (tekende de petitie van 1795)
- Jacob Hartog Dessauer
- Hartog Salomon van Dort (tekende de petitie van 1795)
- Benjamin Joachim van Emden
- Ephraim van Emden (tekende de petitie van 1795)
- Joachim van Emden
- David Friedrichsfeld
- Kalman Haarlemmer
- Leman Salomon Haas
- Jan Christiaan Hespe
- Simon Hijmans
- Abraham Levi Hollander
- Ezechiel Cohen Jacobs (tekende de petitie van 1795)
- Juda Zacharias Jacobs
- Gabriel Jacobs (tekende de petitie van 1795)
- N.D. Jomijn (tekende de petitie van 1795)
- Izak de Jonge Meijersz
- Nathan J. de Jongh
- Louis de Jongh (tekende de petitie van 1795)
- Jechiel Kalf
- Simon Kastemaker
- Herman Nathaniel Koenig
- Jida van Aaron Krijn
- J. van Laar Mahuet
- Isaac Leevy
- Hartog de Hartog Lémon (secretaris van Felix Libertate, hij tekende de petitie van 1795)
- Nathann Joseph van Lier (tekende de petitie van 1795)
- Samson de Lima (tekende de petitie van 1795)
- Juda Littwak
- Lion Cok Machielsz (tekende de petitie van 1795)
- Jonas Daniël Meijer
- David Meldola Jr. (tekende de petitie van 1795)
- Mozes van Samuel Menist
- Mozes Moresco
- Wolf van Loeb Naarden of Norden
- Arnoldus Occarijn of Occarssen (tekende de petitie van 1795)
- W.A. Ockerse
- Herts Prins
- Hijman Samuels (tekende de petitie van 1795)
- Jacob Sasportas (tekende de petitie van 1795)
- E. Schabracq
- Barent Simons (de enige die onder de petitie met een kruisje tekende).
- François Suasso de Lima (tekende de petitie van 1795)
- S. Levie Swaab
- Hirsch nen Hirsch Wiener
- Jacob Wittering